# Lazonby
Lazonby – wieś i civil parish w Anglii, w Kumbrii, w dystrykcie (unitary authority) Westmorland and Furness. Leży 22 km na południowy wschód od miasta Carlisle i 399 km na północny zachód od Londynu. W 2011 roku civil parish liczyła 976 mieszkańców.